# 聖亞納教堂 (維爾紐斯)

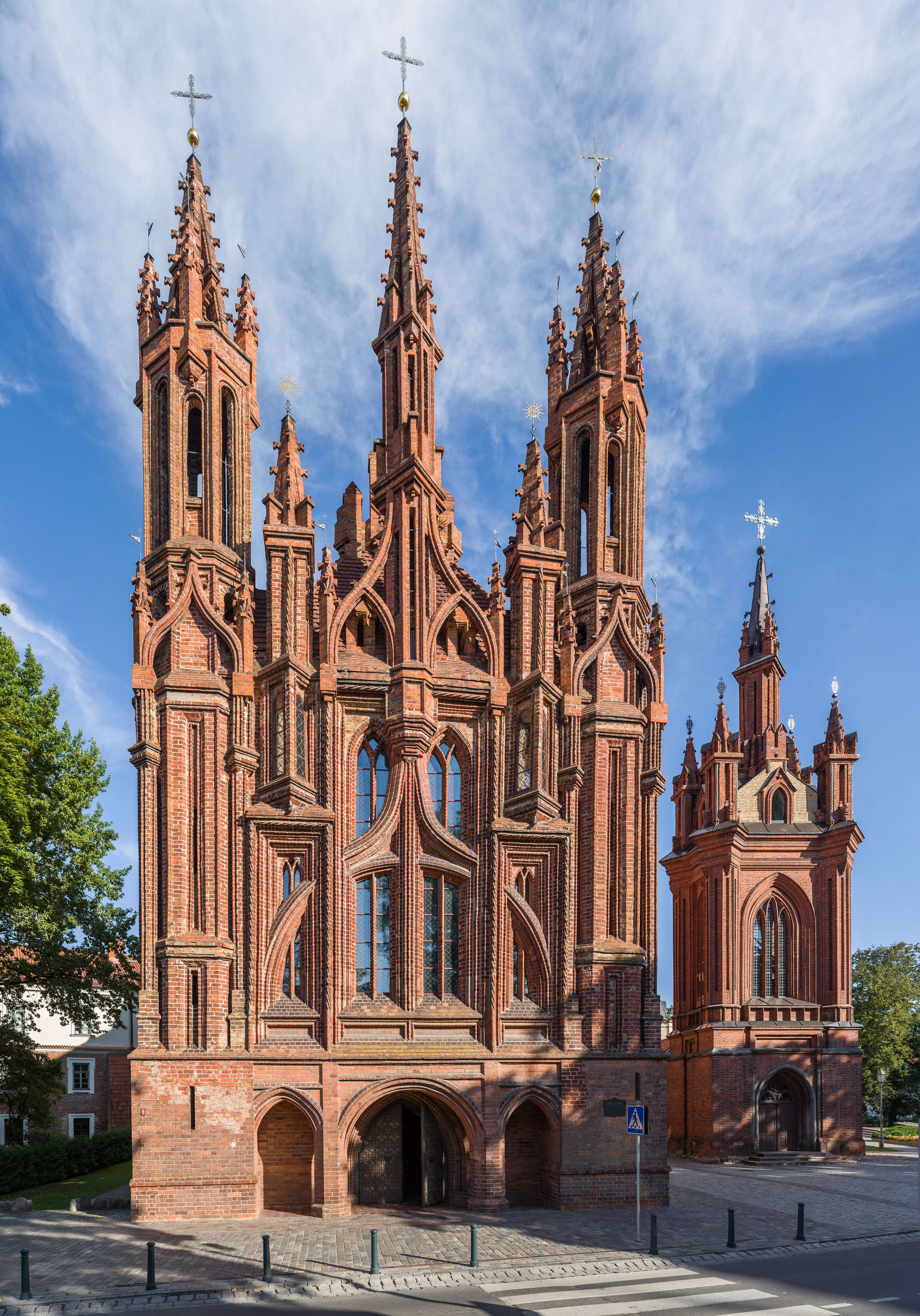
聖亞納教堂

聖亞納教堂是立陶宛首都維爾紐斯的一座羅馬天主教的教堂，位於維爾紐斯舊城。聖亞納教堂融合了華麗的哥特式建築和磚式哥特建築的風格，是維爾紐斯的地標建築，也是立陶宛哥特式建築的代表。聖亞納教堂被列入世界文化遺產。

## 外部連結
- The European Route of Brick Gothic